# Fossora
Fossora é o décimo álbum de estúdio da cantora islandesa Björk. Foi lançado pela One Little Independent Records em 30 de setembro de 2022.

## Antecedentes
O álbum foi parcialmente inspirado pela morte da mãe de Björk em 2018, Hildur Rúna Hauksdóttir, particularmente as canções "Sorrowful Soil" e "Ancestress". Elas foram escritas durante e após a pandemia de COVID-19, durante a qual Björk retornou ao seu país de origem, não tendo "estado tanto em casa desde os 16 anos". O álbum apresenta contribuições do cantor Serpentwithfeet, dos dois filhos de Björk, Sindri e Ísadóra, da dupla de dança indonésia Gabber Modus Operandi e do sexteto de clarinete baixo Murmuri.
O primeiro single, "Atopos", juntamente com sua capa, foi anunciado em 24 de agosto. A data de lançamento foi posteriormente confirmada para 6 de setembro, com a música estreando na BBC Radio 6 Music. O segundo single, "Ovule", foi lançado sem qualquer anúncio prévio em 14 de setembro, junto com um videoclipe dirigido por Nick Knight, que também havia trabalhado no videoclipe de "Pagan Poetry" em 2001. O terceiro, "Ancestress", com o filho de Björk, Sindri Eldon, foi lançado em 22 de setembro.  O álbum foi lançado como um CD digisleeve, CD deluxe com capa dura, cassete limitado e LP duplo; uma variante turquesa do LP exclusiva para seu site oficial e gravadora; uma variante verde do LP sendo exclusiva para lojas de discos independentes; preto padrão e quatro outras variantes de cores (bordô, limão, prata e transparente) também estão disponíveis em outros varejistas específicos.
Em entrevista ao Jazz Monroe, da Pitchfork, Björk disse que o álbum começou como "muito conceitual, como: 'Este é o álbum de clarinete!' Então, no meio do caminho, eu estava tipo, 'Foda-se'." Ela o descreveu como um "'álbum da Islândia', muitas vezes desinibido e volátil, mas também mergulhado nas tradições coral e folclórica do país, com acordes programados em seu café local". Seu interesse por cogumelos "unificou os temas de sobrevivência, morte e meditação ecológica do disco". Ela enquadra o álbum em contraste com seu anterior, Utopia (2017), com este sendo "um paraíso no céu após seu divórcio traumático" do parceiro de longa data Matthew Barney, e Fossora sendo seu retorno à Terra. Ela descreve a metáfora do fungo como "algo que vive no subsolo, mas não raízes de árvores. Um álbum de raízes de árvores seria bastante severo e estoico, mas os cogumelos são psicodélicos e aparecem em todos os lugares".

## Lista de faixas
| N.º | Título                | Produtor         | Duração |  |
| 1.  | "Atopos"              | Björk            | 4:46    |  |
| 2.  | "Ovule"               | Björk El Guincho | 3:37    |  |
| 3.  | "Mycelia"             | Björk            | 2:00    |  |
| 4.  | "Sorrowful Soil"      | Björk            | 3:15    |  |
| 5.  | "Ancestress"          | Björk            | 7:17    |  |
| 6.  | "Fagurt Er í Fjörðum" | Björk            | 0:44    |  |
| 7.  | "Victimhood"          | Björk            | 6:57    |  |
| 8.  | "Allow"               | Björk            | 5:26    |  |
| 9.  | "Fungal City"         | Björk            | 4:45    |  |
| 10. | "Trölla-Gabba"        | Björk            | 4:31    |  |
| 11. | "Freefall"            | Björk            | 4:31    |  |
| 12. | "Fossora"             | Björk            | 4:19    |  |
| 13. | "Her Mother's House"  | Björk            | 4:33    |  |